# Mario Piazza (logico)
Mario Piazza (Roma, 31 luglio 1969) è un logico e filosofo italiano, professore ordinario di logica e filosofia della matematica presso la Scuola Normale Superiore di Pisa e socio corrispondente dell'Accademia Nazionale dei Lincei.

## Biografia
Laureatosi in filosofia alla Sapienza di Roma (1990), ha conseguito la licentia in epistemologia e metafisica presso la Pontificia Università Gregoriana (1991) e  il dottorato in filosofia della scienza presso l'Università di Genova (1995). È stato borsista postdoc al Dipartimento di matematica dell'Università di Varsavia (1995-96), all'Istituto di linguistica dell'Università di Utrecht (1997-98) e al Dipartimento di informatica dell'École normale supérieure (1999-2000).
È stato professore ordinario di logica e filosofia della scienza presso l'Università di Chieti-Pescara e ha svolto attività di ricerca e di insegnamento presso università europee, americane e asiatiche. 
Dal 1º marzo 2018 è professore ordinario di logica e filosofia della matematica presso la Scuola Normale Superiore di Pisa, ove ha ricoperto dal 1º novembre 2019 al 31 ottobre 2022 la carica di vicedirettore, succedendo ad Andrea Giardina. Attualmente è coordinatore del corso di perfezionamento (Ph.D.) in filosofia. Dal 2023 è socio corrispondente dell'Accademia Nazionale dei Lincei, nella Classe di Scienze Morali, Storiche e Filologiche.

## Attività di ricerca
Gli ambiti di ricerca di Mario Piazza includono la logica (teoria della dimostrazione per la logica classica e logiche non classiche, teoria della calcolabilità), la filosofia della logica e della matematica, l'epistemologia e la filosofia antica (specialmente Platone).

## Interventi su riviste
Mario Piazza ha pubblicato saggi su varie riviste: The Journal of Symbolic Logic, The Review of Symbolic Logic, Journal of Logic and Computation, Mathematical Structures in Computer Science, Journal of Logic Language and Information, Studia Logica, Journal of Philosophical Logic, Journal of Applied Logic, The Logic Journal of IGPL, Bulletin of the Section of Logic, Synthese, Erkenntnis, European Journal for Philosophy of Science, Foundations of Science, The Cambridge Classical Journal, The Journal of Philosophy. 